# 塞格索湖
塞格索湖（瑞典語：Segersjön），是瑞典南曼兰省的一个湖泊。
湖中有芦苇、白睡莲、欧亚萍蓬草、金鱼藻；湖中的鱼类包括梭子鱼和湖擬鯉。